# Alexander Blomqvist
Johan Nicklas Alexander Blomqvist, född 3 augusti 1994 i Simrishamn, är en svensk fotbollsspelare som spelar för Ariana FC.

## Klubbkarriär
Blomqvist började spela fotboll i IFK Simrishamn när han var sex år. Han gick som 12-åring till Malmö FF.
Blomqvist gjorde sin allsvenska debut för Malmö FF i en hemmamatch mot Kalmar FF den 14 april 2013. Han blev inbytt i den 73:e minuten, men blev tvungen att lämna planen efter endast sju minuters spel på grund av en knäskada. Efter att rehabiliterat sig från sin skada blev Blomqvist i januari 2015 utlånad till IFK Värnamo. Han spelade samtliga matcher för klubben i Superettan 2015.
I december 2015 värvades Blomqvist av Trelleborgs FF, där han skrev på ett tvåårskontrakt. Blomqvist gjorde debut för klubben i Superettan den 4 april 2016 mot IFK Värnamo (0–0).
Den 24 januari 2019 värvades Blomqvist av GIF Sundsvall, där han skrev på ett fyraårskontrakt. I november 2021 förlängde Blomqvist sitt kontrakt fram över säsongen 2023.
I februari 2024 värvades Blomqvist av Ettan Södra-klubben Ariana FC.

## Karriärstatistik
| Klubb              | Säsong             | Liga               | Liga    | Liga | Nationell cup | Nationell cup | Övrigt  | Övrigt | Totalt  | Totalt |
| Klubb              | Säsong             | Division           | Matcher | Mål  | Matcher       | Mål           | Matcher | Mål    | Matcher | Mål    |
| ------------------ | ------------------ | ------------------ | ------- | ---- | ------------- | ------------- | ------- | ------ | ------- | ------ |
| Malmö FF           | 2013               | Allsvenskan        | 1       | 0    | 0             | 0             | —       | —      | 1       | 0      |
| Malmö FF           | 2014               | Allsvenskan        | 0       | 0    | 0             | 0             | —       | —      | 0       | 0      |
| Malmö FF           | Totalt             | Totalt             | 1       | 0    | 0             | 0             | —       | —      | 1       | 0      |
| IFK Värnamo (lån)  | 2015               | Superettan         | 30      | 0    | 0             | 0             | —       | —      | 30      | 0      |
| Trelleborgs FF     | 2016               | Superettan         | 30      | 2    | 1             | 0             | —       | —      | 31      | 2      |
| Trelleborgs FF     | 2017               | Superettan         | 27      | 4    | 4             | 0             | 2       | 0      | 33      | 4      |
| Trelleborgs FF     | 2018               | Allsvenskan        | 29      | 1    | 4             | 0             | —       | —      | 33      | 1      |
| Trelleborgs FF     | Totalt             | Totalt             | 86      | 7    | 9             | 0             | 2       | 0      | 97      | 7      |
| GIF Sundsvall      | 2019               | Allsvenskan        | 22      | 0    | 1             | 0             | —       | —      | 23      | 0      |
| GIF Sundsvall      | 2020               | Superettan         | 14      | 1    | 2             | 0             | —       | —      | 16      | 1      |
| GIF Sundsvall      | 2021               | Superettan         | 30      | 2    | 4             | 0             | —       | —      | 34      | 2      |
| GIF Sundsvall      | 2022               | Allsvenskan        | 25      | 1    | 3             | 0             | —       | —      | 28      | 1      |
| GIF Sundsvall      | 2023               | Superettan         | 16      | 2    | 1             | 0             | —       | —      | 17      | 2      |
| GIF Sundsvall      | Totalt             | Totalt             | 107     | 6    | 11            | 0             | —       | —      | 118     | 6      |
| Ariana FC          | 2024               | Ettan Södra        | 19      | 0    | 1             | 0             | —       | —      | 20      | 0      |
| Totalt i karriären | Totalt i karriären | Totalt i karriären | 243     | 13   | 21            | 0             | 2       | 0      | 266     | 13     |

1. ↑  Uppflyttningskvalmatcher mot Jönköpings Södra.[13][14]